# Kowanyama Airport
Kowanyama Airport är en flygplats i Australien. Den ligger i kommunen Kowanyama och delstaten Queensland, omkring 1 800 kilometer nordväst om delstatshuvudstaden Brisbane.
Trakten runt Kowanyama Airport är nära nog obefolkad, med mindre än två invånare per kvadratkilometer..
Omgivningarna runt Kowanyama Airport är huvudsakligen savann. Genomsnittlig årsnederbörd är 1 322 millimeter. Den regnigaste månaden är mars, med i genomsnitt 393 mm nederbörd, och den torraste är augusti, med 1 mm nederbörd.